# Eine Tür geht auf
Eine Tür geht auf ist ein 1932 entstandener deutscher Kriminalfilm von Alfred Zeisler.

## Handlung
In der Privatbank Bergmann und Fichtner ist eingebrochen worden. Die Kripo erscheint in Gestalt des behäbigen aber erfahrenen Kriminalkommissars Hans Braumüller. Gemeinsam mit dem zeitgleich eingetroffenen Kompagnon Fichtner betritt er das Gebäude und sieht den Direktor Karl Bergmann und einen Wächter gefesselt am Boden liegen. Der befreite Bankier sagt aus, dass er mittels einer Finte ins Bankhaus gelockt und dort überfallen worden sei. Lediglich ein Zigarettenstummel erscheint Braumüller als einzige Hinterlassenschaft der Verbrecher. Doch die reicht ihm schon, um auf ihm vier wohlbekannte Unterweltstypen Rückschlüsse zu ziehen: Ins Fadenkreuz geraten der bullige Wiener Zengler, der „schöne Jonny“ Schlichting, der Kölner Julius, genannt „Jule“ Kloth, sowie eine Berliner Type, die von allen nur „Acki“ gerufen wird. Eigenartig erscheint dem Kommissar allerdings, dass der zur Tatzeit ebenfalls anwesende Bankkassierer Kurt Ritter, der noch Abrechnungen zu erledigen hatte, rein gar nichts vom Überfall mitbekommen haben will. Dessen frühere Freundin Vera Bessel macht merkwürdige Andeutungen, die Ritter verdächtig erscheinen lassen, doch glaubt Braumüller, dass Ritter, der sogar vorübergehend verhaftet wird, mit der Tat nichts zu tun hat.
Tatsächlich sind die vier besagten Ganoven in den Überfall involviert. Umso erstaunter aber reagieren Acki, Franz und Jule, als sie in der Zeitung lesen, dass insgesamt 300.000 RM gestohlen worden seien. Unter ihnen wurde jedoch lediglich eine Beute von 30.000 RM verteilt. Der gescheiteste von ihnen, Jonny, gerät prompt in Verdacht, seine drei Kumpels übers Ohr gehauen und die verschwundenen 270.000 RK selbst eingesteckt zu haben. Merkwürdig auch, dass Ritters Ex, Vera, jetzt die Freundin Jonnys ist. Die drei betuppten Komplizen besuchen Jonny in Veras Wohnung, und der erzählt, dass der Überfall von einem unbekannten Dritten, zu dem er nur telefonisch Kontakt habe, „in Auftrag gegeben“ worden sei. Jonny, so verlangen seine Kumpels, solle dem Unbekannten gegenüber Druck machen, und so ruft Jonny diesen an. Man verabredet sich um 9 Uhr abends in Veras Wohnung, wo der Unbekannte mit dem Rest des Geldes aufzutauchen verspricht. Derweil ist Ritter aus dem Gefängnis entlassen worden und zu seiner neuen Freundin, der Fotografin Anni Schubert gegangen, obwohl Vera ihn weiterhin belastet. Um 9 Uhr fährt wie verabredet ein Auto vor Veras Wohnung vor. Eine Tür geht auf und Jonny steigt aus. Er hat die Finte vom „unbekannten Dritten“ selbst erdacht, um alles für sich zu haben. Ein Schuss fällt, und das Superhirn bricht tödlich getroffen zusammen. Kommissar Braumüller erscheint und nimmt die hinterhältige Vera als Täterin fest.

## Produktionsnotizen
Eine Tür geht auf entstand im Dezember 1932 und wurde bereits am 4. Januar 1933 in Berlins UFA-Theater am Kurfürstendamm uraufgeführt.
Regisseur Alfred Zeisler übernahm auch die Produktionsleitung, Otto Hunte entwarf die Filmbauten.

## Wissenswertes
Mit Eine Tür geht auf, der nur wenige Wochen vor der Machtergreifung in den deutschen Kinos anlief, endete das Genre des klassischen Kriminalfilms, wie er in der Weimarer Republik möglich gewesen war. Die Zensur des Dritten Reichs erlaubte derlei Filme nicht mehr, da die Vorstellung einer Existenz erfolgreicher Verbrecher in der Hitler-Diktatur unerwünscht war. Oskar Kalbus schrieb dazu 1935: „Im Neuen Deutschland ist es um den Kriminalfilm auffallend ruhig geworden. […] Die Filmhersteller fürchten anscheinend wegen der Sünden der Vergangenheit den Reichsfilmdramaturgen, die Zensur und die Justizbehörde von heute.“ Die Darstellung des Verbrechens habe, so Kalbus, im braunen Regime grundlegend negativ zu erfolgen und die Ganoven dürften nicht von einem „beliebten Schauspieler“ dargestellt werden.

## Kritik
„Es liegt natürlich die Gefahr nahe, daß der Spezialist Zeisler mit weiteren Kriminaltonfilmen in ausgefahrene Gleise gerät. Der Film „Eine Tür geht auf“ (1933) beweist, daß Zeisler dieser Gefahr dadurch sehr geschickt entrinnt, daß er seinen Kriminalkommissaren immer wieder eine neue Gestalt gibt. Sein gescheiter Kriminalkommissar Braumüller (Hermann Speelmans) geht nicht in selbstgefälliger Sherlock-Holmes-Art auf die Verbrecher los, sondern läßt Intuition, Klugheit, Erfahrung und auch Mißtrauen in die eigene Selbstsicherheit an der Aufklärung der Verbrechen mitwirken.“